# Karl von Gerok
Karl Friedrich von Gerok, född 30 januari 1815 i Vaihingen an der Enz, död 14 januari 1890 i Stuttgart, var en tysk präst och lyriker.
Gerok var överhovpredikant och överkonsistorialråd i Stuttgart. Han är mest känd som författare till Palmblätter (1850, svensk översättning 1870-75). Bland hans övriga diktsamlingar märks Pfingstrosen (1864), Blumen und Sterne (1868), Deutsche Ostern (1871) samt Auf einsamen Gängen (1878). Gerok utgav även ett flertal predikosamlingar och uppbyggelseskrifter samt de humoristiska Jugenderinnerungen. Hans Ausgewählte Dichtungen utgavs 1907.
Gerok finns representerad i Den svenska psalmboken 1986 med upphov till en text som ledde till en vers i ett verk (nr 445).

## Psalmer
- Se, kärlet brast, och oljan är utgjuten (nr 445) första versen skriven efter en av hans texter från 1857